# Ананьев, Сергей Леванович
Сергей Леванович Ананьев (18 июля 1898, г. Махачкала, Дагестанская область, Российская империя — 9 мая 1972, Москва, СССР) — советский учёный в области металлообработки, член-корреспондент Академии артиллерийских наук (19.12.1949), доктор технических наук (1955), профессор (1957), инженер-майор (1955).

## Биография
Родился 18 июля 1898 года в городе Петровск, ныне г. Махачкала, Дагестан. В мае 1916 года окончил реальное училище в городе Калуге. С августа 1916 года — студент инженерного факультета Московского сельскохозяйственного института.
С февраля 1917 года — на военной службе: юнкер ускоренного курса Михайловского артиллерийского училища в городе Петербург. С августа 1917 года — командир взвода 1-й Запасной артиллерийской бригады в городе Москва. С сентября 1917 года — командир взвода 4-й батареи 7-й артиллерийской бригады на Юго-западном фронте. В феврале 1918 года демобилизован из российской армии в звании прапорщик. В марте-июне 1918 года — безработный, состоял на учёте на бирже труда в г. Калуге. С июня 1918 года — делопроизводитель инструкторского отдела Калужского губернского военкомата.
С марта 1919 года — в Красной армии: командир взвода 1-й отдельной автомобильной зенитной батареи для стрельбы по воздушному флоту, г. Калуга; с мая 1919 года — Петроградский укрепрайон; с августа 1919 года — Тульский укрепрайон; с марта 1920 года — 16-я армия Западного фронта; с августа 1920 года — 1-я конная армия Юго-западного фронта. С декабря 1920 года — слушатель Высшей артиллерийской школы командного состава в Москве, а затем — в Детском Селе. Участвовал в боевых действиях против белополяков в 1919—1920 гг. и подавлении Кронштадского мятежа в феврале-марте 1921 года.
С августа 1922 года — слушатель механического факультета Артиллерийской академии РККА. С апреля 1928 года — в резерве РККА, сначала в распоряжении Орудийно-арсенального треста, а затем на Мотовилихинском машиностроительном заводе (завод № 172) в городе Пермь: инженер-конструктор, начальник цеха, помощник начальника машиностроительного производства, начальник производства, помощник директора по технологической части, заместитель технического директора, главный инженер завода. С апреля 1938 года — главный инженер Государственного союзного проектного института № 7 (ГСПИ-7) Наркомата оборонной промышленности, г. Москва. 5 августа 1938 года арестован органами НКВД и уволен из рядов РККА. Находился под следствием в тюрьме № 1 УНКВД по Пермской области. Обвинялся в том, что «проводил подрывную работу на заводе № 172, направленную на срыв вооружения РККА новейшими системами гаубиц, путем увеличения брака и ухудшения качества артиллерийских деталей». 21 февраля 1940 года следствием оправдан и освобожден из-под ареста. С апреля 1940 года — главный технолог ГСПИ-7. С августа 1940 года — заместитель главного инженера Государственного союзного проектного и конструкторского института № 40 (ГСПКИ-40) Наркомата вооружения, г. Москва. С июня 1945 г. — главный инженер ГСПКИ-40. В ноябре 1945 — июне 1946 года — находился в городе Берлине (Германия) в составе межсоюзной репарационной комиссии от Министерства вооружения. Одновременно с 1947 года — проректор Академии промышленности вооружений, а с 1948 года — профессор кафедры «Специальная технология» факультета «Ракетная техника» МВТУ им. Н. Э. Баумана. В мае 1950 года — октябре 1955 года — заместитель директора Научно-исследовательского технологического института № 40 (НИТИ-40) Министерства вооружения по научной работе, г. Москва.
Умер 9 мая 1972 года. Похоронен в Москве.

## Научная деятельность
Специалист в области организации артиллерийского и стрелкового вооружения. Под его руководством за годы Великой Отечественной войны восстановлено и пущено вновь на нескольких заводах (№ 2, 88, 172, 367, 525, 614 и др.) производство сложнейших видов вооружения. Автор более 10 статей и работ по вопросам технологии производства артиллерийского и стрелкового вооружения. Внес значительный вклад в исследования скоростного сверления и растачивания, а также живучести деталей следящих приводов артиллерийских установок. Один из создателей теоретических основ технологии и оборудования для импульсного формообразования деталей типа днищ, обечаек, емкостей и баков.

### Основные работы
- Алмазозаменители [Сборник]. М., 1950;
- Механическая обработка металлов. М., 1950;
- Новые станки и модернизация оборудования. М.: Оборонгиз, 1950.30 с.;
- Инструмент и приспособления. М., 1951; Механическая обработка. М., 1951;
- Механическая обработка и модернизация оборудования. М., 1951;
- Модернизация оборудования. М., 1951. 58 с.;
- Скоростная обработка силумина. М. Оборонгиз, 1951. 47 с.;
- Тарифно-квалификационный справочник. М.: Оборонгиз, 1952. 76 с.;
- Приспособления и инструмент. М.: Оборонгиз. 1953. 43 с.;
- Контроль качества. М.: Оборонгиз, 1954. 32 с.;
- Руководящие материалы по технологичности конструкций РМВ 335-53, 336-53, 337-53, 338-53 и 339-53. М.: Оборонгиз, 1954. 432 с.;
- Статистические методы контроля. М.: Дом техники, 1957. 57 с.;
- Технологичность конструкций. М.: Дом техники. 1959.452 с.;
- Производство гидравлических приводов. М.: Профтехиздат, 1961. 127 с. (соавтор Елизаветин М. А.);
- Проблемы развития технологии машиностроения // Под ред. Сателя Э. А. М.: Машиностроение, 1968. 592 с. (соавторы Балакшин Б. С., Баландин Г. Ф. и др.);
- Некоторые вопросы повышения стабильности работы гидравлических приводов // Известия высших учебных заведений. Машиностроение. 1959. № 6. С. 115—126 (соавторы Авдеев Ф. Н., Герасимов А. М.);
- О технической подготовке опытного производства // Вестник машиностроения. 1961. № 7. С. 81-85 (соавтор Елизаветин М. А.).

## Награды
- орден Отечественной войны II степени (16.09.1945)[4]
- орден Трудового Красного Знамени (1942)[3]
- ордена Красной Звезды (1943)[3]
  - медали в том числе:
  - «За оборону Москвы» (1944)
  - «За доблестный труд в Великой Отечественной войне 1941—1945 гг.» (1945)